# Goioerê
Goioerê es un municipio localizado en el centro-oeste del estado de Paraná, en el Brasil. Dista unos 530 kilómetros de la capital del estado, Curitiba. Su economía está basada en el comercio y en la agricultura. El municipio es de importancia en el estado en términos de desarrollo urbano, educación superior y calidad de vida.

## Geografía
Posee un área de 564 km² representando 0,283 por ciento del área del estado, 0,1001 por ciento del área de la Región Sur del Brasil y 0,0066 por ciento del área del país. Se localiza en la región Centro-Oeste del estado de Paraná, próximo a las ciudades de Campo Mourão y Umuarama.
La sede se sitúa en una pequeña colina entre el Arroyo Agua Blanca y el Río Agua Bella.
El subsistema hidrográfico del Municipio corre en el sentido predominante Oeste. Los principales ríos del municipio son: el Piquiri, Agua Bella, Agua Blanca, Caracol, Agua del Limoeiro, Agua Taquarí, Agua del Lidio, Agua del Xaxim y Agua de los Macacos. río.
Clima
Clima subtropical húmedo mesotérmico, con veranos calientes y heladas poco frecuentes, con tendencia de concentración de las lluvias en los meses de verano, sin estación de sequía definida. La media de las temperaturas en los meses más calientes es en torno a los 35 °C y la de los meses más fríos es inferior a 10 °C.